# Matthias Hemmersbach
Matthias Hemmersbach (* 26. Juli 1941 in Hürth-Efferen; † 14. Juni 1997) war ein deutscher Fußballspieler. Der Mittelfeld- und Abwehrspieler absolvierte zwischen 1963 und 1973 beim 1. FC Köln 249 Spiele mit 13 Toren in der Fußball-Bundesliga. Davor hatte er schon in den letzten zwei Runden der alten erstklassigen Fußball-Oberliga West für die „Geißbock-Elf“ 44 Spiele mit zehn Toren bestritten. Hemmersbach gewann mit Köln in den Jahren 1962 und 1964 die deutsche Fußballmeisterschaft und 1968 den DFB-Pokal.

## Laufbahn
Zwölf Jahre lang spielte der Verteidiger beim 1. FC Köln und war fast immer Stammspieler. Ein Sinnbild für Zuverlässigkeit. Als erfolgreichster Schütze seines Vereins BC Efferen kam er 1961 zum FC. Bereits am Ende seiner ersten Saison bei den Geißböcken wurde er, der später zum Verteidiger umfunktioniert wurde, Deutscher Meister. Hemmersbach debütierte am 6. August 1961 bei einem 5:3-Heimerfolg gegen den SV Sodingen in der Oberliga West. Gemeinsam mit Leo Wilden und Karl-Heinz Schnellinger bildete er die Läuferreihe des FC. Am Rundenende konnte er mit Köln die Meisterschaft mit einem Punkt Vorsprung vor dem FC Schalke 04 in der Oberliga West feiern. Er hatte in 20 Ligaspielen sechs Tore erzielt. In der Endrunde um die deutsche Meisterschaft kam er in den zwei Gruppenspielen gegen den Hamburger SV (1:0) und FK Pirmasens (10:0) zum Einsatz, ehe er mit seinen Mannschaftskameraden am 12. Mai in Berlin mit 4:0 das Endspiel gegen den Titelverteidiger 1. FC Nürnberg gewinnen konnte. Vor Torhüter Fritz Ewert bildete er dabei mit Fritz Pott, Schnellinger, Wilden und Hans Sturm die Defensive des neuen deutschen Meisters. In seiner ersten Runde beim 1. FC Köln, 1961/62, kam er auch sogleich im europäischen Wettbewerb des Messepokals zum Einsatz. In den Spielen gegen die europäische Spitzenmannschaft Inter Mailand mit Giacinto Facchetti, Gerry Hitchens und Luis Suárez lief der vormalige Amateurfußballer am 27. September 1961 (4:2-Heimerfolg; ein Tor von Hemmersbach) und bei der 0:2-Auswärtsniederlage am 11. Oktober für Köln auf. Im letzten Jahr der erstklassigen Oberliga, 1962/63, gelang in der Oberliga West die Titelverteidigung – Hemmersbach hatte in 24 Ligaspielen vier Tore erzielt –, aber das Finale um die deutsche Meisterschaft wurde gegen den Westvizemeister Borussia Dortmund ohne Hemmersbach mit 1:3 verloren. Vom DFB wurde Hemmersbach am 24. Oktober 1962 in Lyon bei einem Spiel gegen Frankreich (0:1) in die Juniorennationalmannschaft U 23 berufen. Passend zu dieser Runde war auch der Auftritt am 5. September 1962 im Europapokal der Landesmeister bei den Schotten vom FC Dundee: Mit 1:8 verlor der deutsche Meister. Nur die frühe Verletzung von Torhüter Fritz Ewert in der 4. Spielminute und sein Ersetzen in der zweiten Spielhälfte durch Feldspieler Toni Regh konnte diesen drastischen Einbruch etwas verständlicher machen. Auf dem Rückflug aus Schottland äußerte Trainer „Tschik“ Čajkovski seine Seelenlage mit den Worten: „Besser, Flugzeug stürzt ab!“. Hemmersbach, Čajkovski und der 1. FC Köln überlebten und gewannen 1963/64 unter dem neuen Trainer Georg Knöpfle die Meisterschaft in der neuen Fußball-Bundesliga. Sein Debüt in der Bundesliga gab Hemmersbach am 21. September 1963 bei einem 3:0-Auswärtserfolg gegen Hertha BSC. Er spielte Stopper für den verhinderten Leo Wilden. Zum Titelgewinn der deutschen Meisterschaft hatte er in 17 Ligaspielen seinen Beitrag geleistet. Am 29. April 1964 bestritt er sein zweites Länderspiel in der U 23 gegen die Tschechoslowakei (1:0) und kam in diesem Zeitraum auch in den zwei Halbfinalspielen im Messepokal 1963/64 gegen CF Valencia (1:4, 2:0) zum Einsatz.
Als Hemmersbach sich mit dem 1. FC Köln 1964/65 als Titelverteidiger in der Bundesliga mit der Vizemeisterschaft begnügen musste, ragten aber zuvor im Februar und März 1965 die drei Begegnungen im Viertelfinale des Europapokals der Meister gegen den FC Liverpool heraus. Er war in der äußerst umkämpften Partie am 17. März im Rückspiel an der Anfield Road vor 48.948 Zuschauern als Vertreter des erkrankten Leo Wilden als Stopper im Einsatz. Es fehlten aber auch Hans Schäfer und Mittelstürmer Christian Müller. Die 90 Minuten entwickelten sich zu einer einzigen Abwehrschlacht der Geißböcke, die in Toni Schumacher, Wolfgang Weber und dem eigentlichen Reservisten Hemmersbach ihre herausragenden Akteure hatten. Nach zwei torlosen Spielen mit 0:0 ging es am 24. März 1965 in Rotterdam in ein Entscheidungsspiel. Wieder vertrat Hemmersbach den etatmäßigen Stopper Wilden und das Spiel endete nach Verlängerung 2:2. Per Münzwurf zog Liverpool in das Halbfinale ein.
Der DFB-Pokal war ein besonderes Kapitel in der Laufbahn von Hemmersbach. Im Jahr 1968 gewann er den Pokal mit 4:1 gegen den VfL Bochum, verlor aber die Endspiele in den Jahren 1970 gegen Kickers Offenbach (1:2) und 1971 gegen den FC Bayern München wiederum mit 1:2, jetzt aber in der Verlängerung. Im Wettbewerb 1971/72 gehörte er dem Team des 1. FC Köln in den Halbfinals am 30. Mai beziehungsweise 10. Juni gegen den FC Schalke 04 an, das nach einem dramatischen Elfmeterschießen in Schalke mit 5:6 gegen den späteren Pokalsieger verloren wurde. 16 Spieler traten beim Elfmeterschießen an, ehe Bernhard Cullmann mit einem Pfostentreffer die Schalker ins Endspiel brachte.
Zu seinen Trainern gehörten unter anderem Zlatko Čajkovski, unter dem er beim FC anfing, Georg Knöpfle und Gyula Lóránt. Zu seinen Mannschaftskameraden gehörten die Ikonen des 1. FC Köln Wolfgang Overath, Hans Schäfer, Heinz Flohe, Josef Röhrig, Hans Sturm und Wolfgang Weber. Sein letztes Bundesligaspiel absolvierte Hemmersbach in der Saison 1972/73 beim Erreichen der Vizemeisterschaft unter Trainer Rudi Schlott. Mit dem Nachholspiel am 22. Mai 1973 gegen den FC Schalke 04 (2:2) verabschiedete er sich aus der Bundesliga.
Zur Saison 1973/74 wechselte er zum Erzrivalen Bayer 04 Leverkusen in die Verbandsliga Mittelrhein. Nach zwei Meisterschaften glückte 1975 mit Bayer der Aufstieg in die 2. Bundesliga, in der der Routinier 1975/76 nochmals 23 Zweitligaspiele absolvierte. Zum Ende seiner aktiven Laufbahn trat er noch einmal für seinen Heimatverein, den BC Efferen, an.

## Vereine
- bis 1961 BC Efferen
- 1961–1973 1. FC Köln
- 1973–1976 Bayer 04 Leverkusen
- nach 1976 BC Efferen

## Statistik

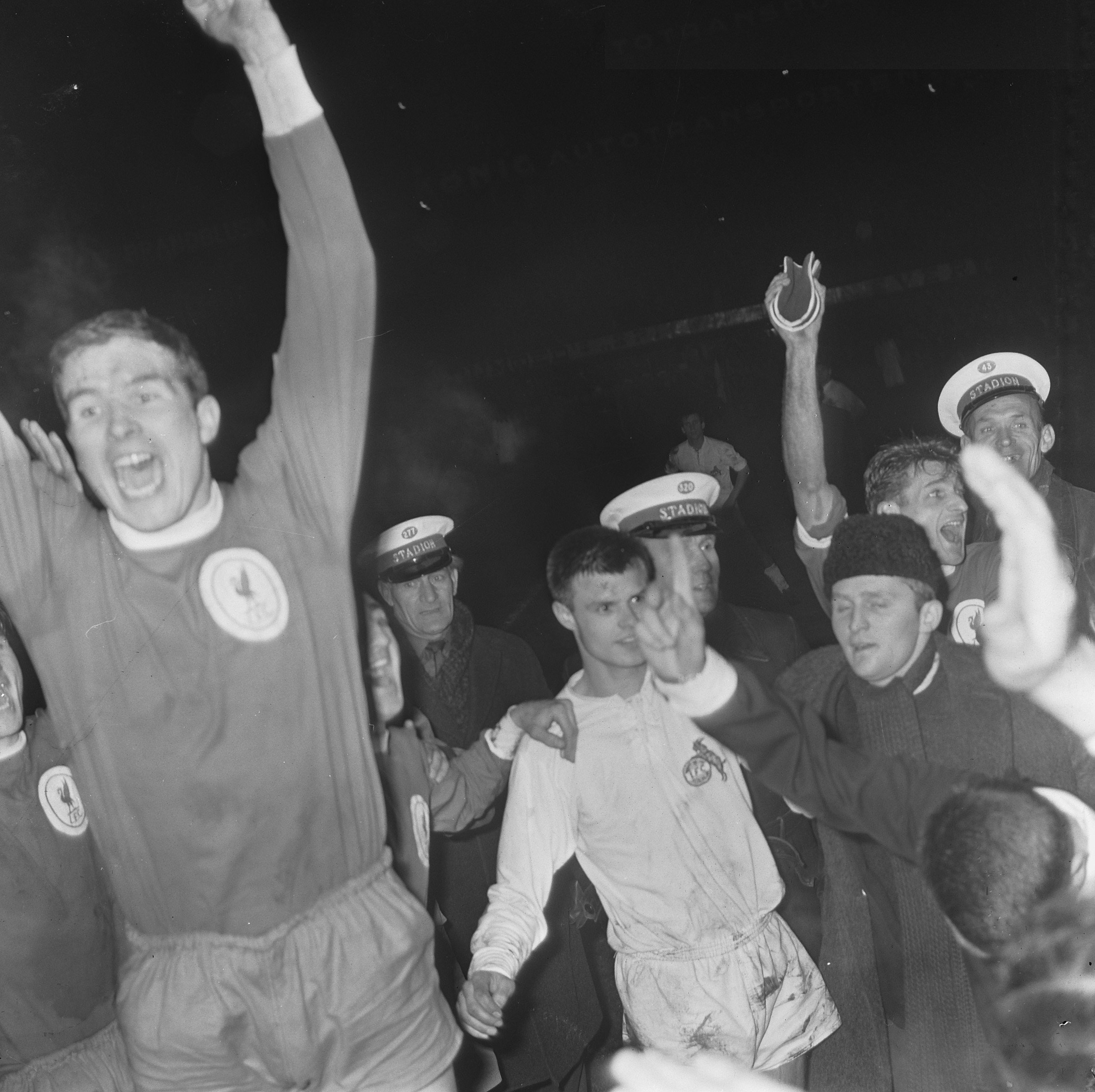
Matthias Hemmersbach nach dem Münzwurf von Rotterdam (mittig)

- 2 U23-Länderspiele für Deutschland
- Oberliga West
  - 44 Spiele; 10 Tore 1. FC Köln
- Endrunde um die deutsche Meisterschaft
  - 5 Spiele; 1 Tor 1. FC Köln
- 1. Bundesliga
  - 249 Spiele; 13 Tore 1. FC Köln
- 2. Bundesliga
  - 23 Spiele Bayer 04 Leverkusen
- Westpokal
  - 6 Spiele 1. FC Köln
- DFB-Pokal
  - 36 Spiele; 4 Tore 1. FC Köln
- Europapokal der Landesmeister, Europapokal der Pokalsieger; UEFA-Pokal
  - 43 Spiele; 2 Tore 1. FC Köln

## Erfolge
- 1962 Deutscher Meister
- 1963 Deutscher Vize-Meister
- 1964 Deutscher Meister
- 1965 Deutscher Vize-Meister
- 1968 DFB-Pokal-Sieger
- 1970 DFB-Pokal-Finale
- 1971 DFB-Pokal-Finale
- 1973 Deutscher Vize-Meister
- 1973 DFB-Pokal-Finale